# Nghĩa Lộ (tỉnh)
Nghĩa Lộ là một tỉnh cũ thuộc vùng Tây Bắc, Việt Nam. Hiện nay tỉnh Nghĩa Lộ chỉ còn là thị xã Nghĩa Lộ thuộc tỉnh Yên Bái.

## Địa lý
Tỉnh Nghĩa Lộ có vị trí địa lý:
- Phía bắc giáp tỉnh Yên Bái
- Phía nam giáp tỉnh Sơn La
- Phía đông giáp tỉnh Vĩnh Phú
- Phía tây giáp tỉnh Lai Châu.

## Lịch sử
Tỉnh Nghĩa Lộ được thành lập theo Nghị quyết đổi tên khu tự trị Thái Mèo thành Khu tự trị Tây Bắc của Quốc hội nước Việt Nam Dân chủ Cộng hòa, thông qua ngày 27 tháng 9 năm 1962. Tỉnh Nghĩa Lộ lúc thành lập gồm 4 huyện: Than Uyên, Mù Cang Chải, Văn Chấn và Phù Yên và nằm trong Khu tự trị Tây Bắc. Sau này lập thêm 2 huyện Trạm Tấu và Bắc Yên (năm 1964). Tỉnh lỵ là thị xã Nghĩa Lộ (thành lập năm 1971).
Kể từ ngày 27 tháng 12 năm 1975, tỉnh được sáp nhập với các tỉnh Yên Bái, Lào Cai thành tỉnh Hoàng Liên Sơn, trừ hai huyện Bắc Yên và Phù Yên ở phía nam nhập vào tỉnh Sơn La.
Đơn vị hành chính của tỉnh Nghĩa Lộ gồm có thị xã Nghĩa Lộ (tỉnh lị) và 6 huyện: Bắc Yên, Mù Cang Chải, Phù Yên, Than Uyên, Trạm Tấu, Văn Chấn.
Từ ngày 12 tháng 8 năm 1991, Hoàng Liên Sơn được chia lại thành 2 tỉnh Lào Cai với Yên Bái; phần lớn tỉnh Nghĩa Lộ (gồm các huyện Mù Cang Chải, Văn Chấn, Trạm Tấu) được sáp nhập vào tỉnh Yên Bái. Riêng huyện Than Uyên nhập vào tỉnh Lào Cai, cho đến năm 2004 thì chuyển sang trực thuộc tỉnh Lai Châu mới.